# 波松伊斯
波松伊斯是巴西巴伊亚州的一个市镇。总面积962.857平方公里，总人口44678人，人口密度46.4人/平方公里。